# Hiidenjärvi (sjö i Sotkamo, Kajanaland, Finland)
Hiidenjärvi eller Hiienjärvi är en sjö i Finland. Den ligger i kommunen Sotkamo i landskapet Kajanaland, i den centrala delen av landet, 400 km norr om huvudstaden Helsingfors. Hiidenjärvi ligger 222,3 meter över havet. I omgivningarna runt Hiidenjärvi växer i huvudsak blandskog. Arean är 99,3 hektar och strandlinjen är 8,06 kilometer lång. Sjön  ingår i Vuoksens huvudavrinningsområde. 